# Lupocyclus philippinensis
Lupocyclus philippinensis is een krabbensoort uit de familie van de Portunidae. De wetenschappelijke naam van de soort is voor het eerst geldig gepubliceerd in 1880 door Semper.